# تومی کنتر
تومی کنتر (دانمارکی: Tommy Kenter؛ زادهٔ ۱۵ آوریل ۱۹۵۰) بازیگر، صداپیشه و خواننده اهل دانمارک است.
از فیلم‌ها یا برنامه‌های تلویزیونی که وی در آن نقش داشته‌است، می‌توان به مهمانی اداره و یک مرد خوشبخت اشاره کرد.